# Eberhard Tangl
Eberhard Tangl (* 3. Juni 1897 in Marburg; † 10. März 1979 in Hamburg) war ein deutscher Slavist. 

## Leben

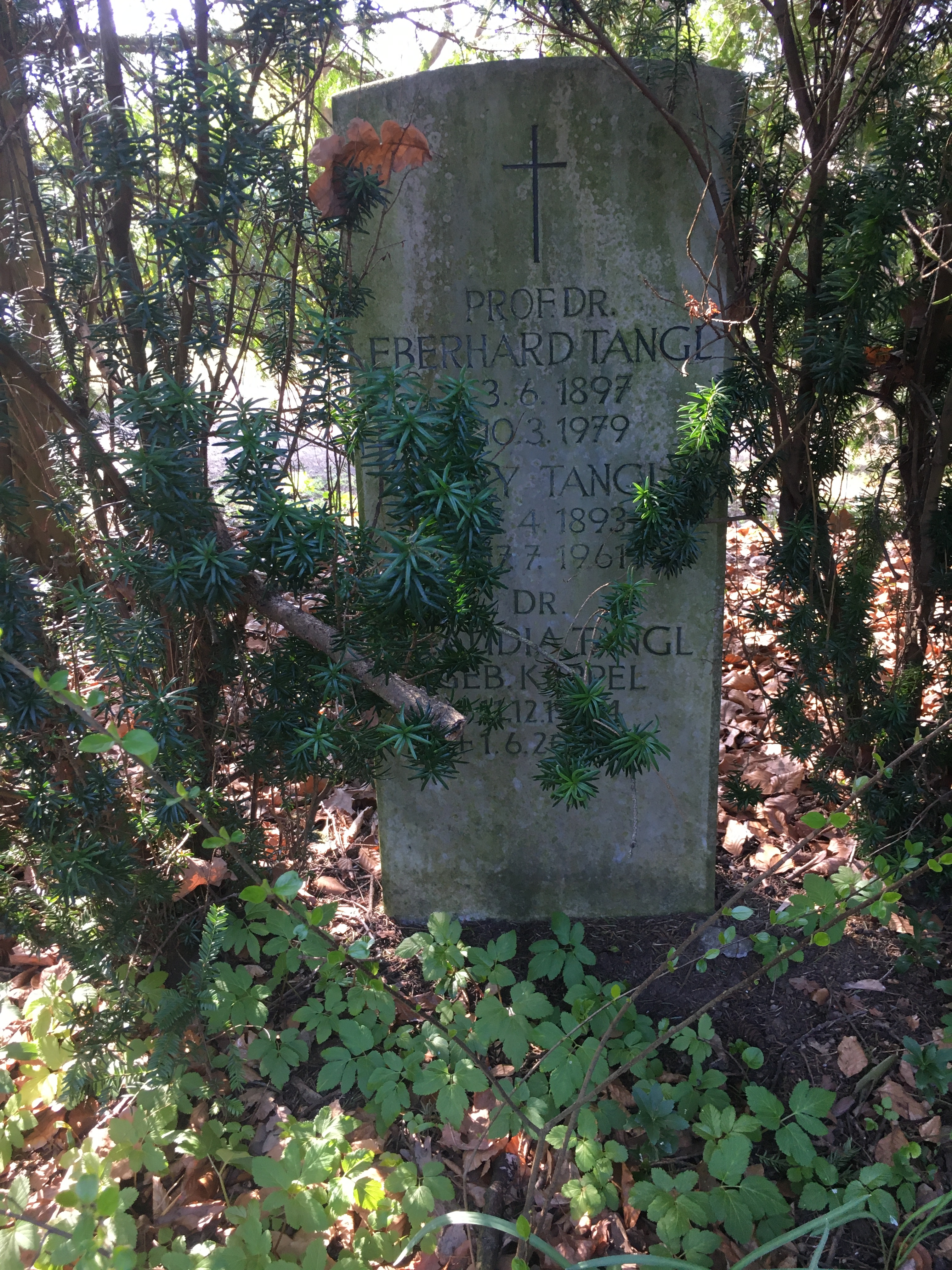
Grabstätte auf dem Friedhof Ohlsdorf

Nach der Promotion zum Dr. phil. an der Friedrich-Wilhelms-Universität zu Berlin 1929 war er von 1948 bis 1951 Dozent für Slavische Philologie, von 1951 bis 1954 außerplanmäßiger Professor für Slavische Philologie und von 1954 bis 1965 außerordentlicher Universitätsprofessor für Slavische Sprachwissenschaft in Hamburg.
Erhard Tangl wurde auf dem Friedhof Ohlsdorf beigesetzt. Die Grabstätte liegt südwestlich von Kapelle 3 im Planquadrat A 18.

## Schriften (Auswahl)
- Der Accusativus und Nominativus cum Participio im Altlitauischen. Weimar 1928, OCLC 681487419.
- als Herausgeber: Serbo-kroatisch-deutsch und deutsch-serbo-kroatisch. Mit einem Anhang der wichtigeren Neubildungen des Serbo-Kroatischen und Deutschen. Beide Teile in einem Band. Berlin 1958, OCLC 832357615.